# クリスタルバレー構想
クリスタルバレー構想（くりすたるばれーこうそう）は、液晶ディスプレイなどフラットパネルディスプレイの組み立て工場およびその要素技術を持つ企業や研究機関を誘致することを核とする青森県・三重県の政策のことである。
特定の産業を集中的に集積することで相乗効果を狙い、雇用・税収などの増加などを期待している。シャープ亀山工場の誘致した三重県の成功事例がある。また、山形県も同様に「有機ELバレー構想」を進めている。

## 青森クリスタルバレー構想
1969年（昭和44年）、日本でも有数の大規模重化学コンビナートとして計画された「むつ・小川原工業団地」だが、その後のオイルショックの影響などもあり、計画が頓挫。その後同地区には石油備蓄基地や原子力関連施設が進出した。しかし成功という言葉からは、ほど遠かった。開発母体であったむつ・小川原開発公社は2000年1月に破綻。2400億円の債権放棄という事態に至った。
青森県の「むつ・小川原工業団地」の再建策の議論の中から、青森クリスタルバレー構想が生まれた。1999年4月に青森県庁内に検討委員会が設置され、7月に中間提言という形で提案がなされた。
むつ・小川原地域にディスプレイ装置関連の工場進出するメリットとして、以下の点を挙げている。
- 雷が極端に少なく、停電・サージ被害の恐れが少ない
- 青森空港、三沢空港、新幹線、高速道路の整備が進み、交通インフラが整っている
- 原子力設備周辺に適用される電気料金割引、税制上の優遇措置が手厚い
- 青森県からの助成の適用

青森県は、用地としてむつ・小川原地域に100haの用地を用意、大規模なオーダーメイド型貸工場を設置した。しかし2005年時点で進出企業は1社にとどまった。
その後、2011年に中核企業のエーアイエスが破綻した。

## 三重クリスタルバレー構想
三重県のクリスタルバレー構想は、2000年（平成12年）当時の知事であった北川正恭がシャープ本社を訪問し、シャープ経営陣に三重県への液晶産業集積を要請を主としたトップセールスを行ったことに始まる。2000年内には三重県職員とシャープ社員による勉強会も定期的に開催された。
更に、三重県庁の企業立地課にプロジェクトチームが設置された。2000年（平成12年）10月より主要な液晶製造メーカ、部品メーカ、製造装置メーカなど約200社に対して、誘致セールスが集中的に行われた。行政手続きに必要な窓口を企業立地課に一本化する「ワンストップ・サービス」で、行政側の対応のスピードアップを図る努力もなされた。こうした活動が実り、クリスタルバレー構想の第一号企業として倉元製作所の進出が決まり、2001年（平成13年）3月に工場が完成した。
2002年（平成14年）、シャープは、当時主力工場であった奈良県の天理工場の後継として、25インチ超の大型液晶ディスプレイの生産、およびそれを組み込んだTVセットの一貫生産拠点の建設を計画していた。三重県および亀山市を中心とした傘下の自治体が補助金交付、税減免などの優遇策を提案した。その額は三重県が90億円、亀山市が45億円、合わせて15年分割で135億円という一企業に対して地方自治体が行う補助としては前例がない額であった。
このような高額の補助金を一企業に与えることは、県議会を始め各所から強い反発を招いた。北川は法人税と雇用増による個人所得税の増収により10年で元が取れると唱え、補助金の額を減らすことなく議会を説得。結局、シャープに対して同様の優遇策を掲げていた他の県やシンガポール、韓国、中国など海外勢を退け、2002年（平成14年）2月に、亀山市の33万平方メートルの土地へ新工場の誘致が決定した。
2004年（平成16年）1月、シャープ亀山工場が稼動を開始。シャープ工場進出決定後、2002年（平成14年）2月から2004年（平成16年）までに日東電工、凸版印刷など20社を超える液晶関連企業が三重県に進出を決めた。さらに2006年（平成18年）8月にはシャープ亀山第二工場が稼動を開始した。
三重県ではシャープ亀山工場進出前の段階で、シャープ単体の雇用は1,400人、経済効果は5,500億を試算した。実際には、亀山工場単体で約3,300人、新規進出企業とあわせて約6,300人の雇用が発生した。また、亀山市の建築確認申請の数は、進出決定前に比べて数倍に増加し、経済効果は液晶ディスプレイ産業とは直接関連のない分野にも波及した。
他方、そのような経済観測を疑問視する意見もあった。工場進出に伴う新規雇用は、シャープ本体ではない人材派遣会社の非正規雇用に限られ、地元住民からの正社員正規雇用にはほとんど影響が無い、シャープの企業城下町化することで、県内の経済や自治体税収がシャープの業績に大きく左右される危険性があるなどという意見もあった。
「世界の亀山」の天下は長くは続かなかった。開業から数年後の世界金融危機を経て、亀山工場は二転三転の運命を辿る（詳細はシャープ亀山工場の項目を参照）。

## 他の自治体への影響
特に三重県の企業誘致政策は、他の自治体に影響を与えた。それまで企業誘致の補助金は3億円から5億円程度であったが、シャープ誘致成功以後はこの限度額を引き上げる自治体が増えた。例えば和歌山県では2006年（平成18年）から限度額を11億円から100億円まで引き上げた。